# Шагин, Антоний Францевич
Антоний Францевич Шагин (около 1800—18 (30) ноября 1842) — педагог, профессор астрономии и декан Харьковского университета.

## Биография
Из небогатого польского дворянского рода. Его предок — Иосиф Владислав Шагин, имел чин хорунжего королевского войска и владел собственным недвижимым имением, которое в 1661 году уступил сыну своему Павлу. Внук Иосифа, Антоний Павлович, в 1745 году получил от польского короля Августа III патент на чин хорунжего королевского войска. Отец — титулярный советник Франц Иванович Шагин, служил комиссаром Ушицкого земского суда Подольской губернии, вышел в отставку в 1814 году, с пожалованием чина коллежского асессора. 20 января (1 февраля) 1820 был утверждён, вместе с братом — Янцетием (Яковом) Ивановичем Шагиным, в потомственном дворянском достоинстве Российской империи. В конце 1820-х — начале 1830-х годов служил исправником Нижнего земского суда Проскуровского повета в той же губернии. Род Шагиных был включён в I и VI часть дворянской родословной книги Подольской губернии.
Родился в Вильно. В возрасте «около 14 лет» в 1814 окончил Виленскую мужскую гимназию. Поступив в учительскую семинарию при Виленском университете, в течение 3-х лет совершенствовался в науках: с 1 сентября 1814 по 30 июня 1818 года «слушал курс наук, преподаваемых в Виленском университете, в факультетах физико-математическом и словесном». Учился успешно: в 1815 году получил степень кандидата философии; в 1816 году награждён стипендией — 100 руб. серебром, назначенной ученику, отличающемуся прилежанием в науках и поведением; в декабре 1817 года получил степень магистра философии. Владел польским, французским, немецким языками. В том же 1817 году назначен на должность помощника при Виленской астрономической обсерватории, с жалованием по 400 руб. серебром в год, где прослужил 7 лет, причём последние два года преподавал в Виленском университете астрономию, замещая профессора П. Славинского, «путешествовавшего по чужим краям». В 1824 году отчислен от обсерваторий и назначен на должность преподавателя (лектора) геодезии и топографии Виленского университета, с прежним жалованием по 400 руб. сер. в год.
В 1829 году издал книги по геодезии, землемерии и нивелляции, поднесённые Его Императорскому Величеству, за что был высочайше награждён бриллиантовым перстнем. Кроме геодезии, в Вильно занимался астрономией и высшей математикой. Результатом этих занятий было составление руководства по астрономии и речи о дифференциальном и интегральном исчислении, которые, однако, опубликованы не были. 16 (28) августа 1830 из преподавателей (лекторов) Виленского у-та, состоящих в IX классе должности, пожалован, за выслугу лет, в чин коллежского асессора; 28 декабря 1830 (9 января 1831) пожалован, за отличие, в чин надворного советника, со старшинством.
В 1832 году, в связи с закрытием Виленского университета, Шагин остался без места, получив разрешение искать его в других русских университетах и учебных заведениях. Подал прошение на имя министра народного просвещения К. А. Ливена об определении в С.-Петербургский или Московский университеты, или же оставлении при Виленской обсерватории помощником, согласно своему «усовершенствованию по астрономии, геодезии и высшей математике». Шагин предполагал, в случае своего назначения в университеты, читать в первый год лекции на французском языке, которым владел в совершенстве, поскольку плохо знал русский язык и спешно ему учился.
Шагину предложили продолжить службу по Харьковскому или Белорусскому учебному округу. По предложению Г. И. Карташевского, согласился и был назначен на должность учителя математики старших (6-го и 7-го) классов Витебской гимназии, рассчитывая перейти потом профессором математики в белорусский лицей, который предполагалось открыть в скором времени в г. Орше. С разрешения попечителя округа, Шагин перевёз в Витебск геодезические и топографические инструменты бывшего Виленского университета, сделанные лучшими мастерами того времени: Ленуаром, Рейхенбахом, Эртелем и др. Коллекцию этих инструментов Шагин содержал в образцовом состоянии. Он сам руководил их упаковкой, а перед тем обеспечил ремонт, силами механика Виленской обсерватории, тех из них, которые были «попорчены пользовавшимися ими инженерными и сапёрными офицерами при съёмках на прусской границе и постройке укрепллений в Вильно». Кроме научных инструментов, Шагин получил разрешение попечителя округа выбрать из библиотеки Виленского университета и взять с собой лучшие руководства того времени по геодезии, топографии и картографии, а также несколько учебников по высшей и низшей математике. После 8 (20) марта 1833 Шагин выехал из Вильно, с инструментами и книгами, в Витебск, куда благополучно прибыл 24 марта (5 апреля) 1833.
Документы попечителя Белорусского учебного округа свидетельствуют, что в период витебской службы Шагин считался, по всей видимости, наиболее научно образованным человеком в Витебске. Ему было поручено составить отзыв о «Ручной математической энциклопедии» Д. М. Перевощикова для использования в качестве учебников в Витебской гимназии; ему же поручено составить смету издержек на перевозку в Витебск моделей машин механического кабинета бывшего Виленского университета, для введения преподавания в гимназии практической механики.
28 февраля (12 марта) 1834 открытие в Белоруссии Оршанского лицея было отменено, и Шагин стал хлопотать о получении кафедры в Киевском или Харьковском университете. 31 мая (12 июня) 1834 был утверждён адъюнктом, а 20 февраля (4 марта) 1835 — ординарным профессором Харьковского университета, по кафедре астрономии. Одновременно с назначением Шагина адъюнктом, дано было ему от министра народного просвещения поручение — геодезические и топографические инструменты из собрания бывшего Виленского института перевезти из Витебска в Киев, ко дню открытия Университета Св. Владимира. Шагин добросовестно исполнил данное ему поручение и 13 (25) июля 1834 доставил и сдал правлению Университета Св. Владимира геодезические инструменты, после чего отправился в Харьков к месту службы и не позднее начала сентября 1834 вступил в должность.
По причине отсутствия в Харьковском университете обсерватории (его предшественник — П. А. Затеплинский, заведывал минц-кабинетом и кабинетом астрономии) преподавание астрономии носило чисто теоретический характер. Шагин был астрономом-теоретиком. Он читал следующие курсы: 1) сферическую и практическую астрономию для студентов 3-го курса (1-е полугодие); 2) теорию движения небесных тел, с приложением оной к определению элементов планет и комет, для студентов 3-го курса (2-е полугодие); 3) «о явлениях, от движения планет происходящих», для студентов 4-го курса (1-е полугодие); 4) высшую геодезию для студентов 4-го курса (2-е полугодие), по собственным запискам; 5) объяснение употребления астрономических инструментов и приучение студентов к наблюдениям в удобное для того время, по 2 часа в неделю. Однако, читанные Шагиным курсы не были элементарными, так как все они относились к тем, преимущественно геометрическим, отделам астрономии, которые были уже разработаны трудами Гаусса, Бесселя и др. Из его учеников наиболее известен астроном, геодезист и математик А. П. Шидловский.
В университете с 1835 по 1842 год «занимался избранием места и составлением проекта плана для предполагаемой Астрономической Обсерватории в Харькове». Предполагалось построить временную деревянную обсерваторию в Английском саду, и постоянную обсерваторию, предназначенную для производства не только астрономических, но и метеоролгических и магнитных наблюдений. Ни один из проектов при Шагине реализован не был. Обладая знаниями в различных областях чистых и прикладных физико-математических наук, он выступал за устройство в университете новой химической лаборатории и расширение физического кабинета; в 1837 стал одним из инициаторов учреждения и участвовал в составлении устава Общества наук при Харьковском университете и был членом, а потом и председателем комитета, созданного для этой цели; исправлял постоянно должность председателя испытательного комитета для поступающих в учителя рисования, черчения и чистописания.
В период харьковской службы Шагин лишь дважды командировался с научными целями за пределы Харьковского учебного округа. В 1838 он командирован в Виленскую обсерваторию с целью пополнения списка литературы, которую планировал приобрести для Харьковской обсерватории. В 1839 году он командирован в Пулково по случаю открытия там обсерватории, где познакомился с рядом ведущих астрономов (В. Я. Струве, И. М. Симоновым, Э. А. Кнорром и др.), получил несколько практических опытов в астрономических наблюдениях, познакомился с передовыми инструментами для астрономических наблюдений и, наконец, составил окончательный план университетской обсерватории. В письме своём к В. Струве от 28 октября 1839 Шагин также писал, что он оканчивает обработку читаемого им в университете курса астрономии и в следующем году предполагает отправиться в С.-Петербург, с целью найти средства для публикации этого сочинения. Однако, составленный им Курс астрономии опубликован не был.
С 1837 года временно исполнял должность декана 2-го (физико-математического) отделения философского факультета, потом был утверждён в этой должности и занимал её до 8 декабря 1841 года. В той должности, за «отлично-усердную службу», 12 (24) июля 1838 пожалован орденом Св. Станислава 4 степени, а 5 (17) мая 1841 произведён в статские советники, со старшинством с 20 ноября (2 декабря) 1839. 22 августа (3 сентября) 1836 награждён з. о. беспорочной службы за «XV» лет.
Как специалист в области точных наук, Шагин неоднократно исполнял разные поручения. В частности, в 1838 назначен депутатом от университета при отмежевании университетской земли для Харьковского института благородных девиц. Как член совета университета, в 1837 и 1840 Шагин произносил речи на торжественных Актах университета. Будучи, по должности декана, членом правления университета, он многократно выполнял различные административные поручения, как то разные освидетельствования, осмотры, приемы, ревизии и проч.
5 декабря 1841 отказался от должности декана «по причине многочисленных занятий по предмету астрономии». 8 декабря 1841 назначен к ревизии дел совета и правления Харьковского университета. При производстве той ревизии А. Ф. Шагин оказал «грубость» ректору университета Куницыну и члену попечительного совета, инспектору казённых училищ Ф. Л. Тюрину. Начиная с 23 декабря 1842 Шагин, под предлогом болезни, фактически прекращает своё участие в заседаниях ревизионного комитета, назначенного к рассмотрению дел совета и правления. 14 апреля 1842 в отношении Шагина начато дисциплинарное дело «о поступках». Министр народного просвещения постановил «сделать Шагину за несовместные с его званием поступки строжайший выговор, и оставить его в настоящей должности только до выслуги права на получение полной пенсии». Срок выслуги пенсии наступал 2 сентября 1842 года. С начала августа 1842 Шагин прекратил присутствовать в заседаниях совета «по неизвестным причинам», а с 17 августа и чтение своих лекций. Рапортом от 11 сентября 1842 Шагин извещал ректора, что по причине совершенно расстроенного здоровья не может присутствовать во время посещения университета императором Николаем I.
Покончил жизнь самоубийством 18 (30) ноября 1842, оставив жену на 9-м месяце беременности, с годовалым ребёнком на руках, без всяких средств к существованию. Согласно распространившимся слухам, причиной прекращения безупречной карьеры А. Ф. Шагина и его самоубийства было «расстройство частных дел». Официальной причиной назван «припадок душевной болезни».

## Семья
Жена — урождённая девица фон Клопман (von Klopmann) из курляндского местечка Гросс-Вюрцау (Groß Würzau), ныне в Латвии. В браке имел старшего сына, родившегося в октябре 1841 года. Второй ребёнок родился после самоубийства Шагина. В июне 1843 года его вдове назначена пенсия.

## Основные труды
- Обозрение важнейших астрономических и геодезических способов, служащих к определению фигуры земли. Речь, произнесенная в торжественном собрании Императорского Харьковского университета, 30 августа 1837. — Харьков, 1837; «ЖМНП» — 1837. — Ч. XVI. — № 11. — Отд. II. — С. 273—303.
- О собственном движении звезд. — С.-Петербург, 1838; «ЖМНП» — 1838. — Ч. XVIII. — № 6. — Отд. II. — С. 445—457.
- Каталог астрономических инструментов Харьковского университета. — Харьков, 1840.
- Об аберрации, годичном параллаксе и собственном движении звёзд. — Харьков, 1840.
- Краткое историческое обозрение астрономии // «ЖМНП» — 1842. — Ч. XXXIV. — № 4. — Отд. II. — С. 17—30.